# 拉卡佩勒马里瓦勒
拉卡佩勒马里瓦勒（法語：Lacapelle-Marival，法語發音：[lakapɛl maʁival]），法国中南部市镇，位于奥克西塔尼大区洛特省，隶属于菲雅克区，其市镇面积为11.61平方公里，2022年1月1日时人口数量为1,278人，在法国城市中排名第8,059位。
拉卡佩勒马里瓦勒位于洛特省东部，弗朗塞河畔，是一个区域性的中心城市，因其镇中心的同名城堡而闻名。

## 地名来源
根据当地官方网站的论述，“Marival”一名转写自“Marie del Val”，后者为当地民间传说人物，相传其在公元732年的普瓦捷战役中殉难。在拉卡佩勒马里瓦勒市镇建立初期，当地官方名称曾被写作“La Capelle-Marrival”。
拉卡佩勒马里瓦勒所处区域历史上曾通行奥克语，“Lacapelle-Marival”在奥克语维基百科及Openstreetmap中被标记为“La Capèla de Marival”。

## 历史

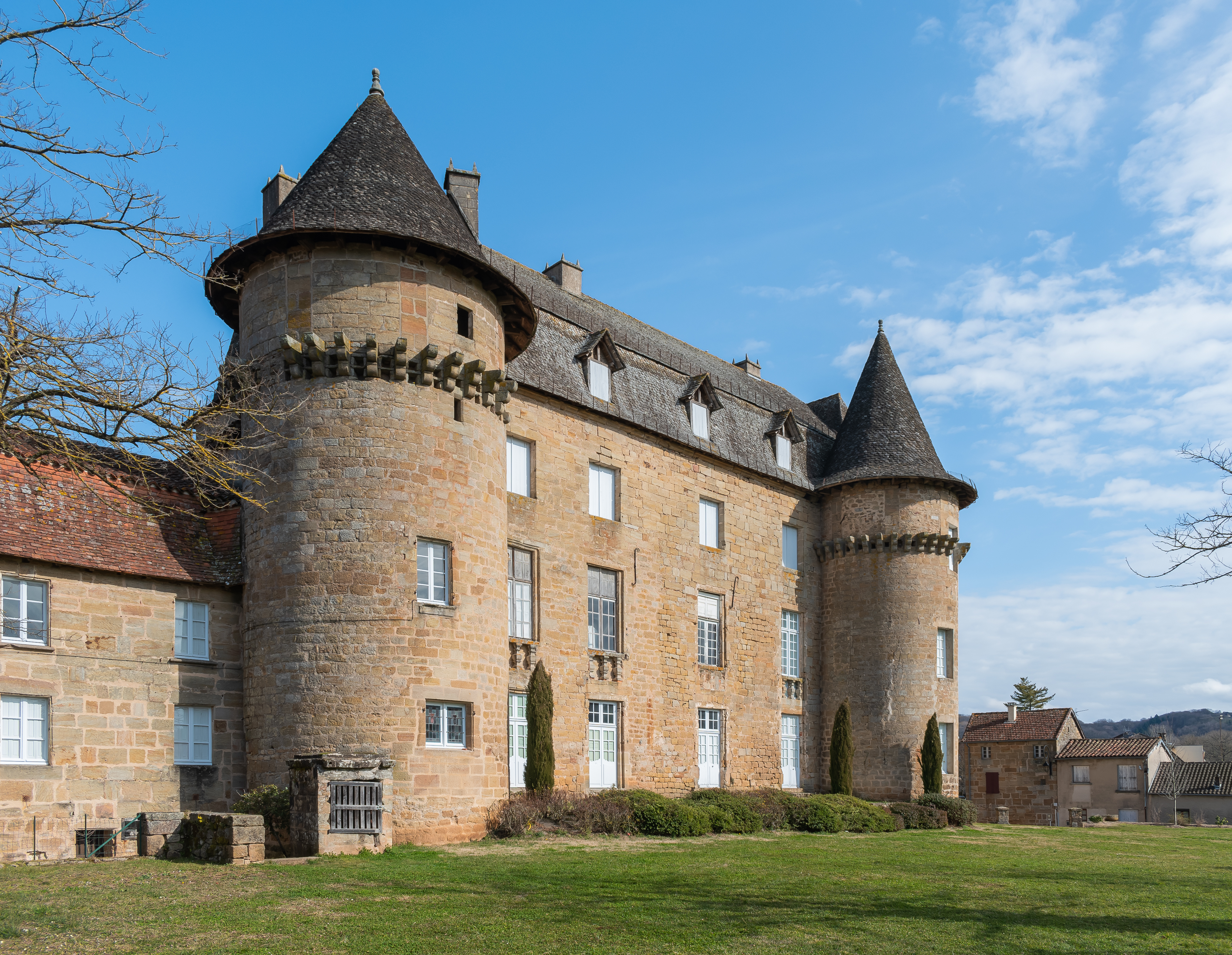
拉卡佩勒马里瓦勒城堡

拉卡佩勒马里瓦勒的早期历史尚不清楚。根据当地官方网站的论述，古典时期一条罗马道路从拉卡佩勒马里瓦勒附近经过。中世纪中期，当地出现了一处纪念“Marie del Val”的小教堂，其遗址在1959年被发现。13世纪时，效忠于英格兰国王的卡尔达亚克的贝特朗三世获得了凯尔西地区的多个城镇，其长子热罗一世（Géraud Ier）于1270年成为拉卡佩勒马里瓦勒的领主，他的后代与英格兰王室决裂并进而效忠于法兰西王国。英法百年战争期间，拉卡佩勒马里瓦勒多次被英格兰军队占领，后被贝特朗三世反攻，其后代热罗于15世纪修建了拉卡佩勒马里瓦勒城堡。宗教战争期间，拉卡佩勒马里瓦勒曾长期处于新教徒与天主教徒之间的混战状态；战争结束后，曾效力于路易十四的亨利-维克托（Henri-Victor）成为拉卡佩勒马里瓦勒的新领主。法国大革命后，拉卡佩勒马里瓦勒成为洛特省的一个市镇，并自1793年起成为拉卡佩勒马里瓦勒县的县治。

## 地理

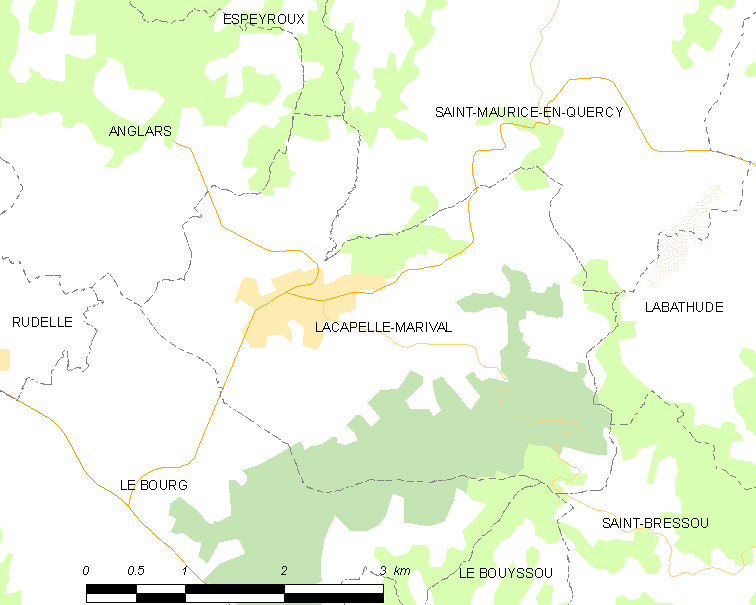
拉卡佩勒马里瓦勒市镇范围地图

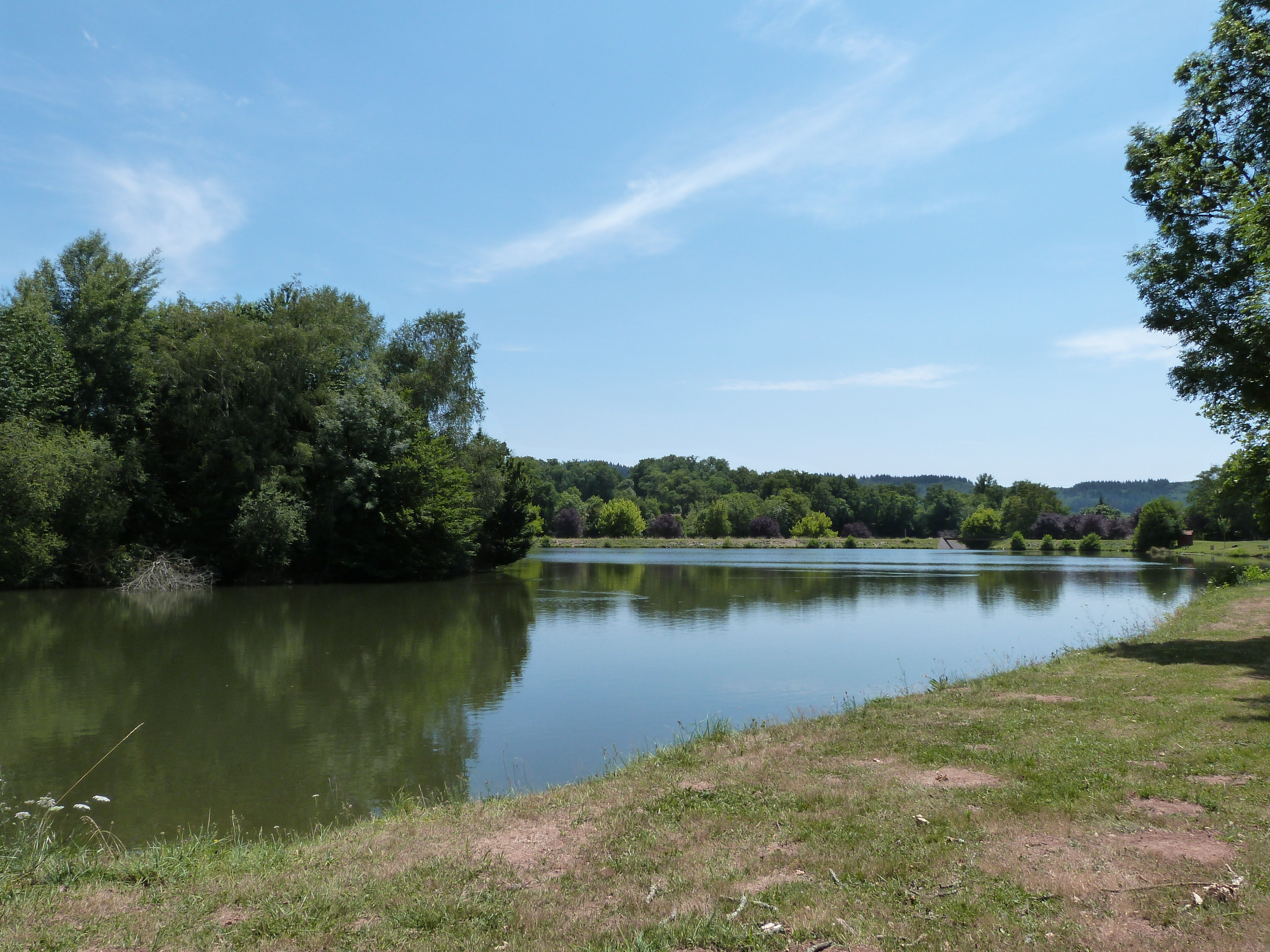
拉卡佩勒马里瓦勒湖

拉卡佩勒马里瓦勒位于法国中南部偏西，奥克西塔尼大区北部和洛特省东部，距离省会卡奥尔大约66公里。与拉卡佩勒马里瓦勒接壤的市镇包括：昂格拉尔、勒布尔、拉巴蒂德、埃斯佩鲁、圣布雷苏和凯尔西地区圣莫里斯。

### 地形
拉卡佩勒马里瓦勒位于凯尔西地区腹地，境内以浅丘为主，市镇中心整体地势自南向北有所抬升，部分区域起伏明显，全境海拔在353到596米之间。

### 水文
拉卡佩勒马里瓦勒位于加龙河流域范围内，弗朗塞河自北向南流经市区，部分河段被人工建筑物覆盖；此外拉卡佩勒马里瓦勒市区北侧还有一次小型湖泊。

### 植被
拉卡佩勒马里瓦勒属于温带阔叶混交林区，林地广泛分布于坡地及山麓地带。
在鲜花城市的评比中，拉卡佩勒马里瓦勒暂未被评级。

### 气候
拉卡佩勒马里瓦勒在柯本气候分类法中属于带有一定大陆性气候特征的温带海洋性气候（Cfb）。
距离拉卡佩勒马里瓦勒最近的常年气象站位于凯尔西地区苏塞拉克境内，以下为该气象站的数据（其中日照数据取自欧里亚克气象站）：
| 苏塞拉克 1981年－2019年 | 苏塞拉克 1981年－2019年 | 苏塞拉克 1981年－2019年 | 苏塞拉克 1981年－2019年 | 苏塞拉克 1981年－2019年 | 苏塞拉克 1981年－2019年 | 苏塞拉克 1981年－2019年 | 苏塞拉克 1981年－2019年 | 苏塞拉克 1981年－2019年 | 苏塞拉克 1981年－2019年 | 苏塞拉克 1981年－2019年 | 苏塞拉克 1981年－2019年 | 苏塞拉克 1981年－2019年 | 苏塞拉克 1981年－2019年 |
| 月份                    | 1月                     | 2月                     | 3月                     | 4月                     | 5月                     | 6月                     | 7月                     | 8月                     | 9月                     | 10月                    | 11月                    | 12月                    | 全年                    |
| ----------------------- | ----------------------- | ----------------------- | ----------------------- | ----------------------- | ----------------------- | ----------------------- | ----------------------- | ----------------------- | ----------------------- | ----------------------- | ----------------------- | ----------------------- | ----------------------- |
| 历史最高温 °C（°F）     | 19.5 (67.1)             | 22 (72)                 | 25 (77)                 | 29.5 (85.1)             | 31.3 (88.3)             | 38.3 (100.9)            | 38 (100)                | 40.5 (104.9)            | 34 (93)                 | 28.5 (83.3)             | 24.5 (76.1)             | 20.5 (68.9)             | 40.5 (104.9)            |
| 平均高温 °C（°F）       | 7.5 (45.5)              | 8.7 (47.7)              | 11.9 (53.4)             | 14.7 (58.5)             | 18.8 (65.8)             | 22.7 (72.9)             | 25.5 (77.9)             | 25.1 (77.2)             | 21.6 (70.9)             | 16.9 (62.4)             | 11.1 (52.0)             | 8.3 (46.9)              | 16.1 (61.0)             |
| 日均气温 °C（°F）       | 3.6 (38.5)              | 4.2 (39.6)              | 6.8 (44.2)              | 9.2 (48.6)              | 13.1 (55.6)             | 16.5 (61.7)             | 19.1 (66.4)             | 18.7 (65.7)             | 15.4 (59.7)             | 12.1 (53.8)             | 6.9 (44.4)              | 4.4 (39.9)              | 10.8 (51.4)             |
| 平均低温 °C（°F）       | −0.2 (31.6)             | −0.2 (31.6)             | 1.7 (35.1)              | 3.7 (38.7)              | 7.4 (45.3)              | 10.3 (50.5)             | 12.7 (54.9)             | 12.3 (54.1)             | 9.3 (48.7)              | 7.2 (45.0)              | 2.7 (36.9)              | 0.6 (33.1)              | 5.6 (42.1)              |
| 历史最低温 °C（°F）     | −22 (−8)                | −17 (1)                 | −16.6 (2.1)             | −7 (19)                 | −3 (27)                 | −0.6 (30.9)             | 2 (36)                  | 1.8 (35.2)              | −1.8 (28.8)             | −6.5 (20.3)             | −11 (12)                | −16 (3)                 | −22 (−8)                |
| 平均降水量 mm（）       | 130.8 (5.15)            | 119.5 (4.70)            | 115.1 (4.53)            | 136.1 (5.36)            | 136.8 (5.39)            | 109.2 (4.30)            | 83.7 (3.30)             | 90 (3.5)                | 125.6 (4.94)            | 140 (5.5)               | 151.5 (5.96)            | 151 (5.9)               | 1,489.3 (58.63)         |
| 月均日照時數            | 110                     | 126.8                   | 177.2                   | 179.3                   | 210.4                   | 242.1                   | 268                     | 248.8                   | 206.1                   | 148.7                   | 100.3                   | 100                     | 2,117.7                 |
| 来源：infoclimat.fr     |                         |                         |                         |                         |                         |                         |                         |                         |                         |                         |                         |                         |                         |

## 行政区划
拉卡佩勒马里瓦勒的市镇编号为46143，邮政编号为46120。
在行政管理方面，拉卡佩勒马里瓦勒隶属于法国奥克西塔尼大区洛特省菲雅克区；在地方选举方面，拉卡佩勒马里瓦勒是拉卡佩勒马里瓦勒县的中央投票站所在地，其市镇范围全境被划入洛特省第二选区；在社会管理方面，拉卡佩勒马里瓦勒是大菲雅克市镇公共社区的组成部分。
截至2024年7月，拉卡佩勒马里瓦勒市镇范围内暂无任何城市敏感街区及城市政策优先街区。
法国国家统计与经济研究所（简称“INSEE”）在进行数据统计时，未将拉卡佩勒马里瓦勒划入任何城市核心区（Unité urbaine）、城市区（Aire urbaine）及城市辐射区（Aire d'attraction）。此外，INSEE还将拉卡佩勒马里瓦勒市镇整体看作一个“块区”（IRIS），以便于统计人口分布情况。

## 交通

### 公路
洛特省省道D15线、D48线、D218线、D653线和D940线在拉卡佩勒马里瓦勒境内交汇。奥克西塔尼大区公共交通（商业名称为“liO”）下属的城际客运884线经停拉卡佩勒马里瓦勒，可通往菲雅克及沿途各地。
2020年，62.2%的拉卡佩勒马里瓦勒家庭拥有至少一辆私人汽车。2018年，拉卡佩勒马里瓦勒境内共发生各类交通事故1起，造成1人重伤。
| 56 | 35 |

| 卡奥尔 | 66 |

| 勒布尔 | 3 |

| 圣塞雷 | 21 |

### 铁路
距离拉卡佩勒马里瓦勒最近的运营中的客运铁路车站为10公里外的阿西耶站，该站停靠往返于布里夫拉盖亚尔德和罗德兹一线的区域列车，以及直通巴黎的夜班城际列车。

### 航空
拉卡佩勒马里瓦勒距离布里夫拉盖亚尔德机场的公路里程大约62公里。

### 城市公共交通
截至2024年7月，拉卡佩勒马里瓦勒暂无城市公共交通系统。

## 政治

### 市政内阁

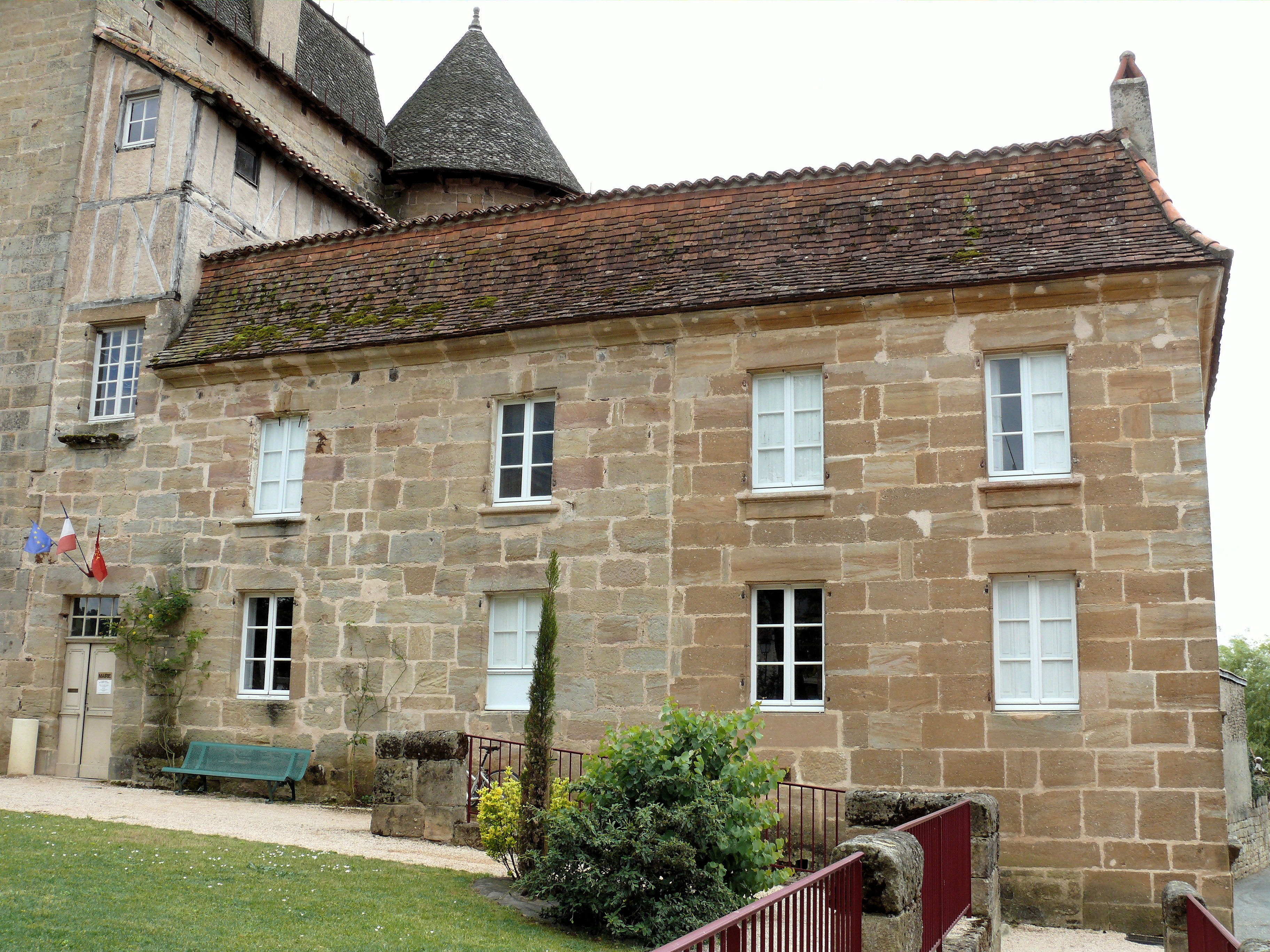
拉卡佩勒马里瓦勒市政厅

拉卡佩勒马里瓦勒的现任市长为帕斯卡尔·莱维茨基先生（Pascal LEWICKI），他是一名左翼无党派人士，在2020年的市政选举中获得了100.00%的支持率（无其他候选人）。
| 拉卡佩勒马里瓦勒历届市长 | 拉卡佩勒马里瓦勒历届市长                 | 拉卡佩勒马里瓦勒历届市长 |
| 任期                     | 市长                                     | 党派                     |
| ------------------------ | ---------------------------------------- | ------------------------ |
| 1944年－1961年           | Georges CADIERGUES 乔治·卡迪耶格         | 不详                     |
| 1961年－1970年           | Gilbert COSTES 吉尔贝·科斯特             | 不详                     |
| 1970年－1977年           | Jean-Gabriel COSTES 让-加布里埃尔·科斯特 | 不详                     |
| 1977年－2008年           | René DELLUC 勒内·德吕克                  | 不详                     |
| 2008年－                 | Pascal LEWICKI 帕斯卡尔·莱维茨基         | DVG左翼无党派人士        |

### 各级选举
| 拉卡佩勒马里瓦勒历届投票选举结果 | 拉卡佩勒马里瓦勒历届投票选举结果 | 拉卡佩勒马里瓦勒历届投票选举结果 | 拉卡佩勒马里瓦勒历届投票选举结果 | 拉卡佩勒马里瓦勒历届投票选举结果  | 拉卡佩勒马里瓦勒历届投票选举结果 | 拉卡佩勒马里瓦勒历届投票选举结果 | 拉卡佩勒马里瓦勒历届投票选举结果 | 拉卡佩勒马里瓦勒历届投票选举结果 | 拉卡佩勒马里瓦勒历届投票选举结果 |
| 选举项目                         | 选举范围                         | 选区单位                         | 选区单位内的选举结果             | 选区单位内的选举结果              | 选区单位内的选举结果             | 选区单位内的选举结果             | 选区单位内的选举结果             | 选区单位内的选举结果             | 参考资料                         |
| 选举项目                         | 选举范围                         | 选区单位                         | 第一轮胜出者                     | 第一轮胜出者                      | 支持率                           | 第二轮胜出者                     | 第二轮胜出者                     | 支持率                           | 参考资料                         |
| -------------------------------- | -------------------------------- | -------------------------------- | -------------------------------- | --------------------------------- | -------------------------------- | -------------------------------- | -------------------------------- | -------------------------------- | -------------------------------- |
| 2017年法國總統選舉               | 法國                             | 市镇                             |                                  | 让-吕克·梅朗雄                    | 26.74%                           |                                  | 埃马纽埃尔·马克龙                | 72.46%                           | [ 20 ]                           |
| 2017年法国立法选举               | 洛特省第二选区                   | 市镇                             |                                  | 樊尚·拉巴尔特                     | 40.21%                           |                                  | 樊尚·拉巴尔特                    | 59.09%                           | [ 20 ]                           |
| 2019年欧洲议会选举               | 法國                             | 市镇                             |                                  | 若尔丹·巴尔代拉                   | 21.22%                           | （不适用）                       | （不适用）                       | （不适用）                       | [ 22 ]                           |
| 2021年法国省级选举               | 洛特省                           | 县                               |                                  | 帕斯卡尔·莱维茨基 卡特里娜·普吕内 | 100%                             | （不适用） （无其他候选人）      | （不适用） （无其他候选人）      | （不适用） （无其他候选人）      | [ 23 ] [ 24 ]                    |
| 2021年法国省级选举               | 洛特省                           | 市镇                             |                                  | 帕斯卡尔·莱维茨基 卡特里娜·普吕内 | 100%                             | （不适用） （无其他候选人）      | （不适用） （无其他候选人）      | （不适用） （无其他候选人）      | [ 23 ] [ 24 ]                    |
| 2021年法国大区选举               | 奧克西塔尼大區                   | 市镇                             |                                  | 卡萝尔·德尔加                     | 46.47%                           |                                  | 卡萝尔·德尔加                    | 52.34%                           | [ 25 ]                           |
| 2022年法国总统选举               | 法國                             | 市镇                             |                                  | 让-吕克·梅朗雄                    | 24.93%                           |                                  | 埃马纽埃尔·马克龙                | 57.57%                           | [ 20 ]                           |
| 2022年法国立法选举               | 洛特省第二选区                   | 市镇                             |                                  | 蒂埃里·格罗斯米                   | 25.05%                           |                                  | 蒂埃里·格罗斯米                  | 39.96%                           | [ 20 ]                           |
| 2024年欧洲议会选举               | 法國                             | 市镇                             |                                  | 若尔丹·巴尔代拉                   | 28.17%                           | （不适用）                       | （不适用）                       | （不适用）                       | [ 20 ]                           |
| 2024年法国立法选举               | 洛特省第二选区                   | 市镇                             |                                  | 克里斯托夫·普罗昂萨               | 40.1%                            |                                  | 克里斯托夫·普罗昂萨              | 49.09%                           | [ 20 ]                           |

## 人口
2021年，拉卡佩勒马里瓦勒市镇人口数量为1,281，在法国排名第8,059位。其中男性614人，女性671人，75岁及以上人口占18.8%，外籍人口数量为37人，人口密度为110人/平方公里，当地居民被称为（男性）或（女性）。2022年，拉卡佩勒马里瓦勒境内出生9人，死亡人口58人。
| 拉卡佩勒马里瓦勒1901年－2021年人口变化情况 |
|                                            |
| 数据来源：Cassini、INSEE                   |

## 经济
截至2024年7月，拉卡佩勒马里瓦勒市镇范围内共有各类用人单位（包含自雇）312家，平均历史为21年，其中98.74%为中小型企业（PME），2024年5月至7月间，当地的经济活力指数为-0.32%。（农产品）、（零售）及（工业机械）是当地2022年营业额最高的三个企业，分别为22,859,886欧元、8,874,237欧元和3,474,354欧元。

## 财政与居民收入
2022年，拉卡佩勒马里瓦勒的财政收入总额为1,543,190欧元，财政支出总额为1,050,840欧元，当年的债务总额为838,900欧元。2022年，拉卡佩勒马里瓦勒市镇通过增值税获得281,780欧元的收入，此外当地还共获得了322,930欧元的国家直接财政补助。
| 拉卡佩勒马里瓦勒居民收入情况                     | 拉卡佩勒马里瓦勒居民收入情况 | 拉卡佩勒马里瓦勒居民收入情况 | 拉卡佩勒马里瓦勒居民收入情况 |
| 内容                                             | 拉卡佩勒马里瓦勒             | 法国                         | 统计年份                     |
| ------------------------------------------------ | ---------------------------- | ---------------------------- | ---------------------------- |
| 征税家庭总数                                     | 550                          | 1,081（法国市镇平均）        | 2022年                       |
| 居民平均月收入                                   | 1,775欧元                    | 2,435欧元                    | 2022年                       |
| 高级职员人均月收入                               | 不详                         | 4,331欧元                    | 2021年                       |
| 中级职员人均月收入                               | 不详                         | 2,470欧元                    | 2021年                       |
| 普通职员人均月收入                               | 不详                         | 1,801欧元                    | 2021年                       |
| 贫困率                                           | 不详                         | 14.5%                        | 2020年                       |
| 青壮年（15至64岁）失业率                         | 7.4%                         | 7.4%                         | 2020年                       |
| 征税家庭数量占比                                 | 39.1%                        | 45.5%                        | 2020年                       |
| 家庭年均纳税                                     | 1,903欧元                    | 4,393欧元                    | 2022年                       |
| 资料来源：INSEE、L'Internaute、Le Journal du Net |                              |                              |                              |

## 社会事务

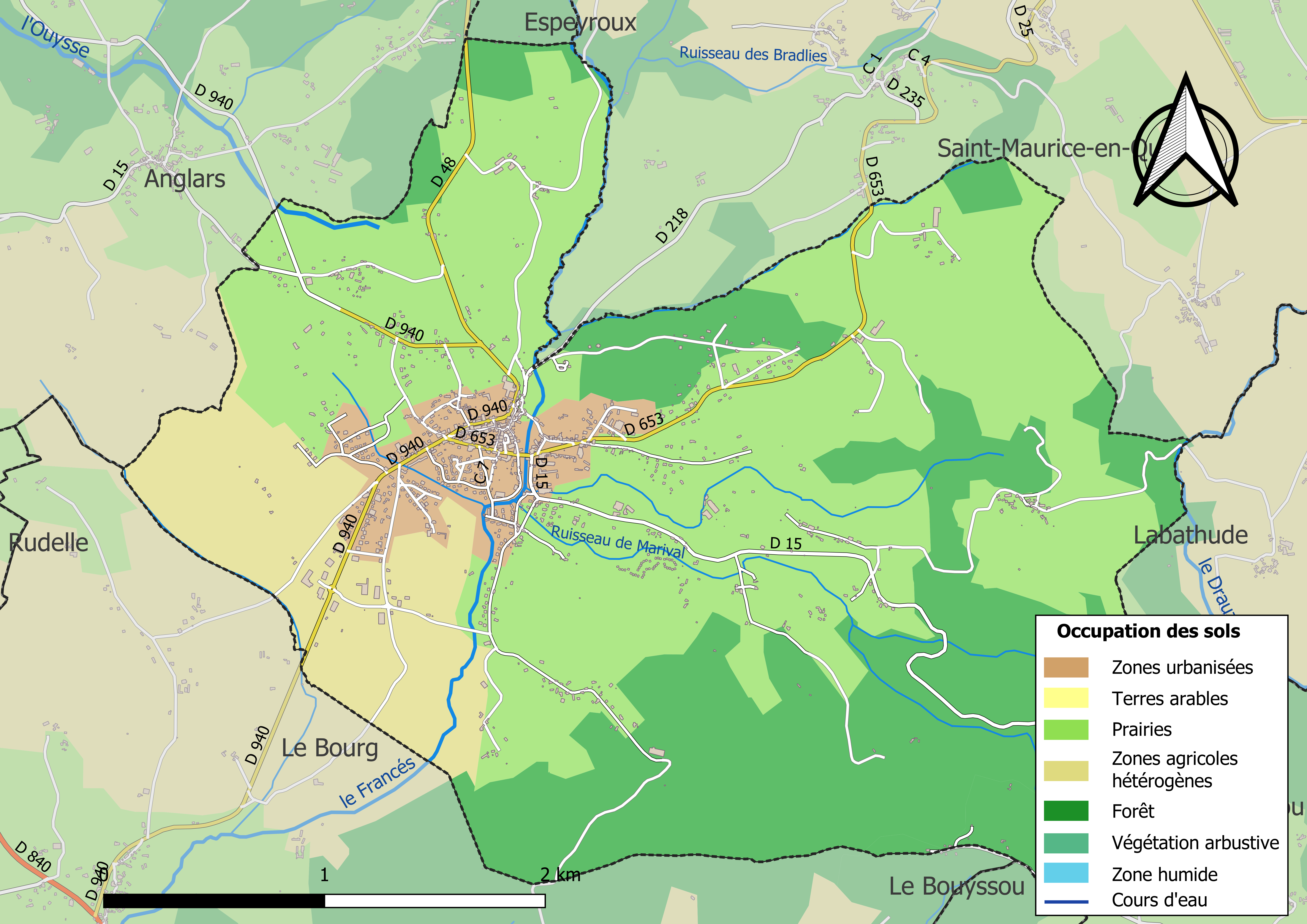
拉卡佩勒马里瓦勒土地利用情况地图

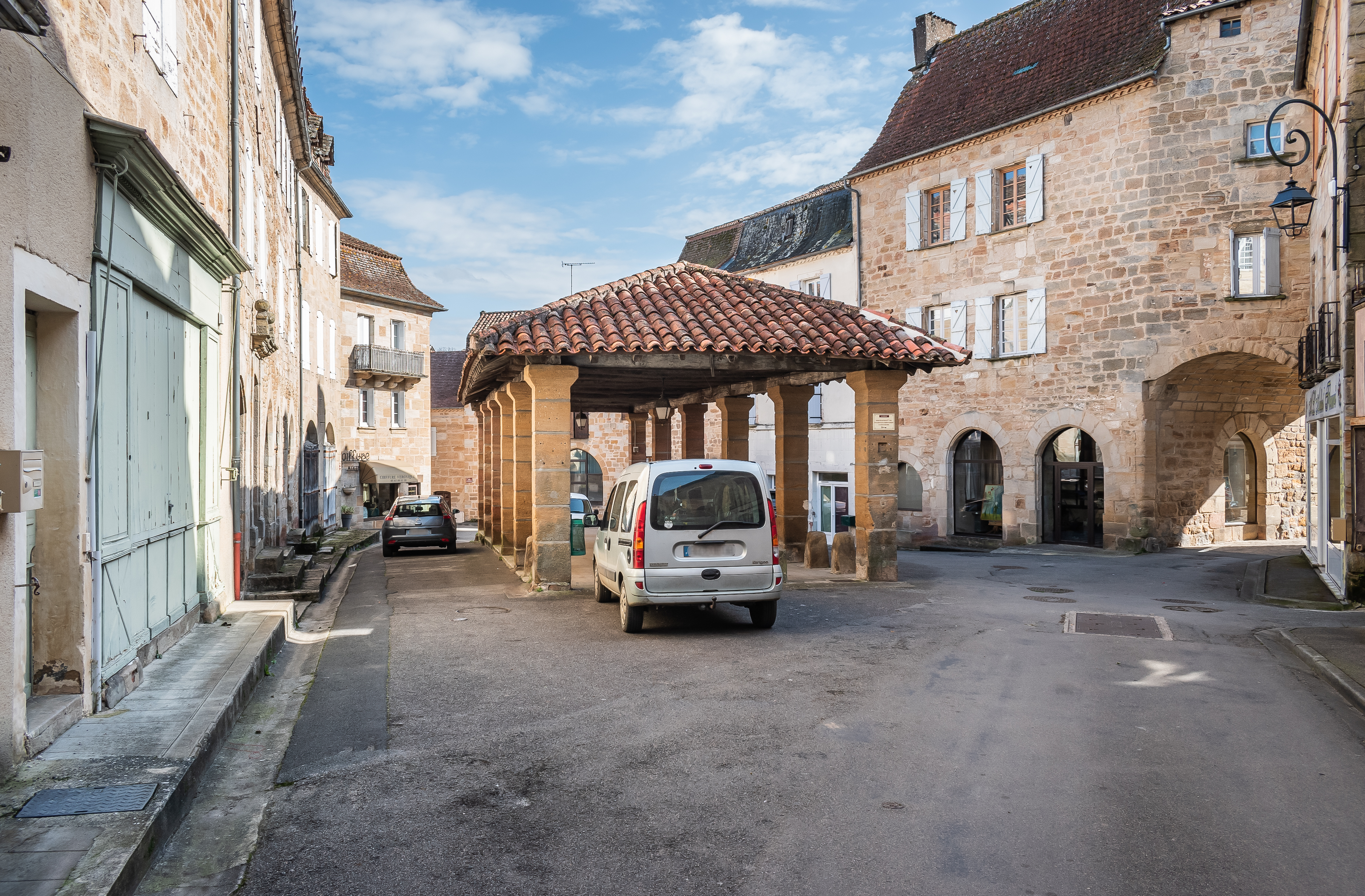
集市大堂广场

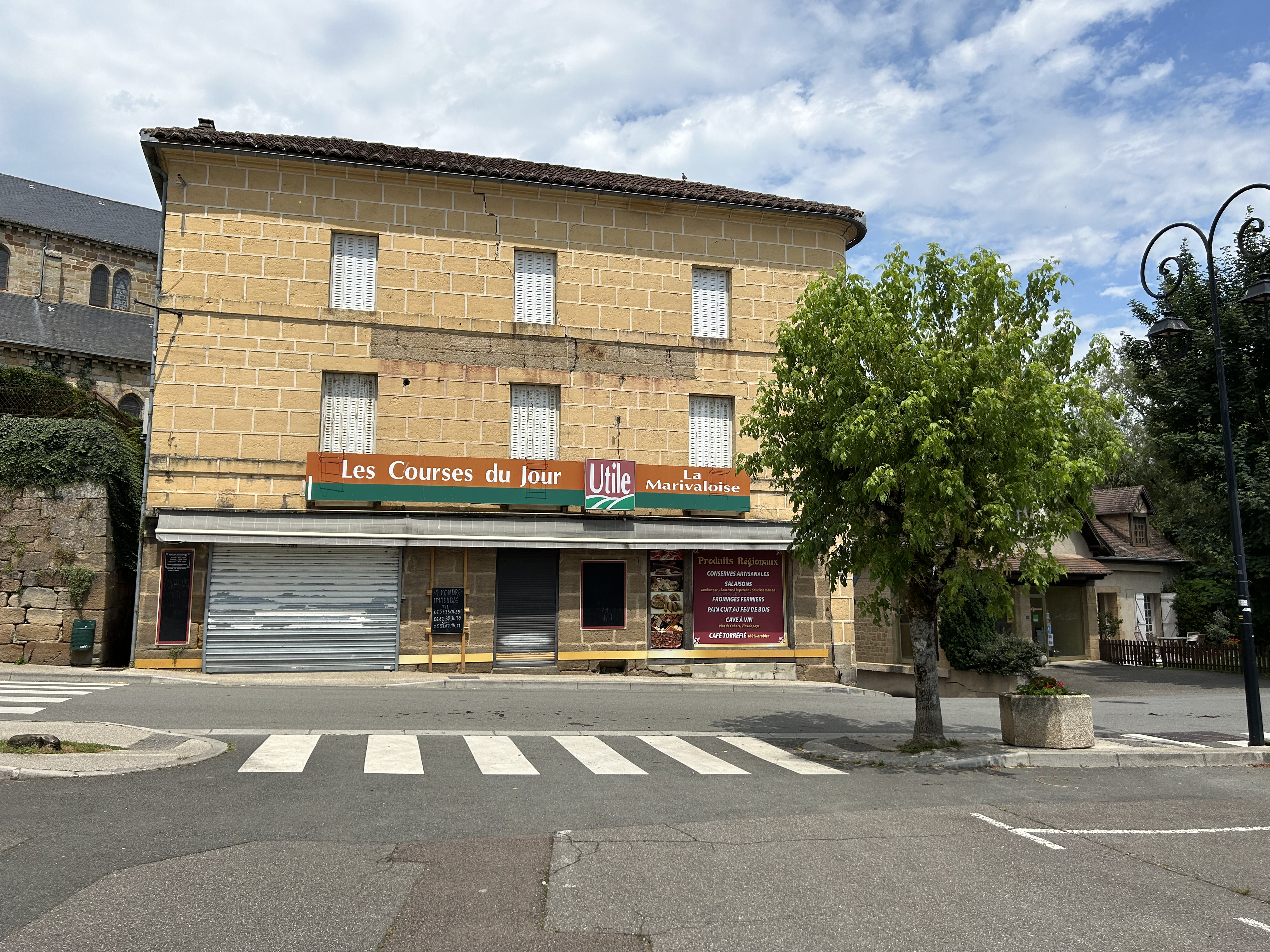
镇中心的一家商店

### 教育
拉卡佩勒马里瓦勒属于图卢兹学区。截至2021年1月1日，拉卡佩勒马里瓦勒境内共有1所幼儿园、1所小学和1所初级中学。 2022至2023学年度，拉卡佩勒马里瓦勒境内共有在校中等教育阶段学生242名。

### 医疗
截至2022年1月1日，拉卡佩勒马里瓦勒境内共有全科医生1名、保健师6名、牙医2名、护士12名和助产士1名。境内共有药房1家。
距离拉卡佩勒马里瓦勒最近的区域性医疗机构为菲雅克中心医院（Centre Hospitalier de Figeac），其主病区医院位于菲雅克市区西北部，距离拉卡佩勒马里瓦勒市区的正常车程大约21分钟，该院设有床位107个。

### 住房
2020年，拉卡佩勒马里瓦勒境内共有各类住房831套，其中80.6%为独立式住宅，14.6%为集中式住宅。常住房屋占拉卡佩勒马里瓦勒市镇范围内居民建筑总量的72.0%。
在住房保障政策方面，2022年，拉卡佩勒马里瓦勒境内共有126户家庭获得了住房经济补助，受益人数占总人口数量的9.8%，其中129份为房租补助。

### 商业
2021年，拉卡佩勒马里瓦勒境内共有各类实体商铺44家，其中餐厅4家、大型超市2家、杂货店3家、面包房1家、书店1家、装饰品店2家、银行门店1家、美容美发店4家、汽车维修店4家。拉卡佩勒马里瓦勒西南部建有一家Intermarché超市。

### 体育
2021年，拉卡佩勒马里瓦勒境内共有1家游泳池、1间体育馆、1处网球场、2处足球或橄榄球场以及1处篮球或排球场。
截至2024年7月，拉卡佩勒马里瓦勒前进俱乐部（ÉLAN Marivalois，编号581896）是拉卡佩勒马里瓦勒境内唯一的一家注册足球俱乐部，其主场为贝莱尔球场（Stade Bel Air）。

### 环境
拉卡佩勒马里瓦勒的环境事务由其所属的大菲雅克市镇公共社区联合各级政府协调负责。2021年，拉卡佩勒马里瓦勒境内共有1家污染企业。

### 治安
2021年，拉卡佩勒马里瓦勒市镇范围内有1处宪兵队。
拉卡佩勒马里瓦勒及其附近的共114个市镇是菲雅克国家宪兵队（zone gendarmerie de Figeac）的管辖范围。2020年，该宪兵队累计记录各类案件1,583起，其中盗窃类案件657起，经济类案件308起，毒品交易类案件120起。

## 文化

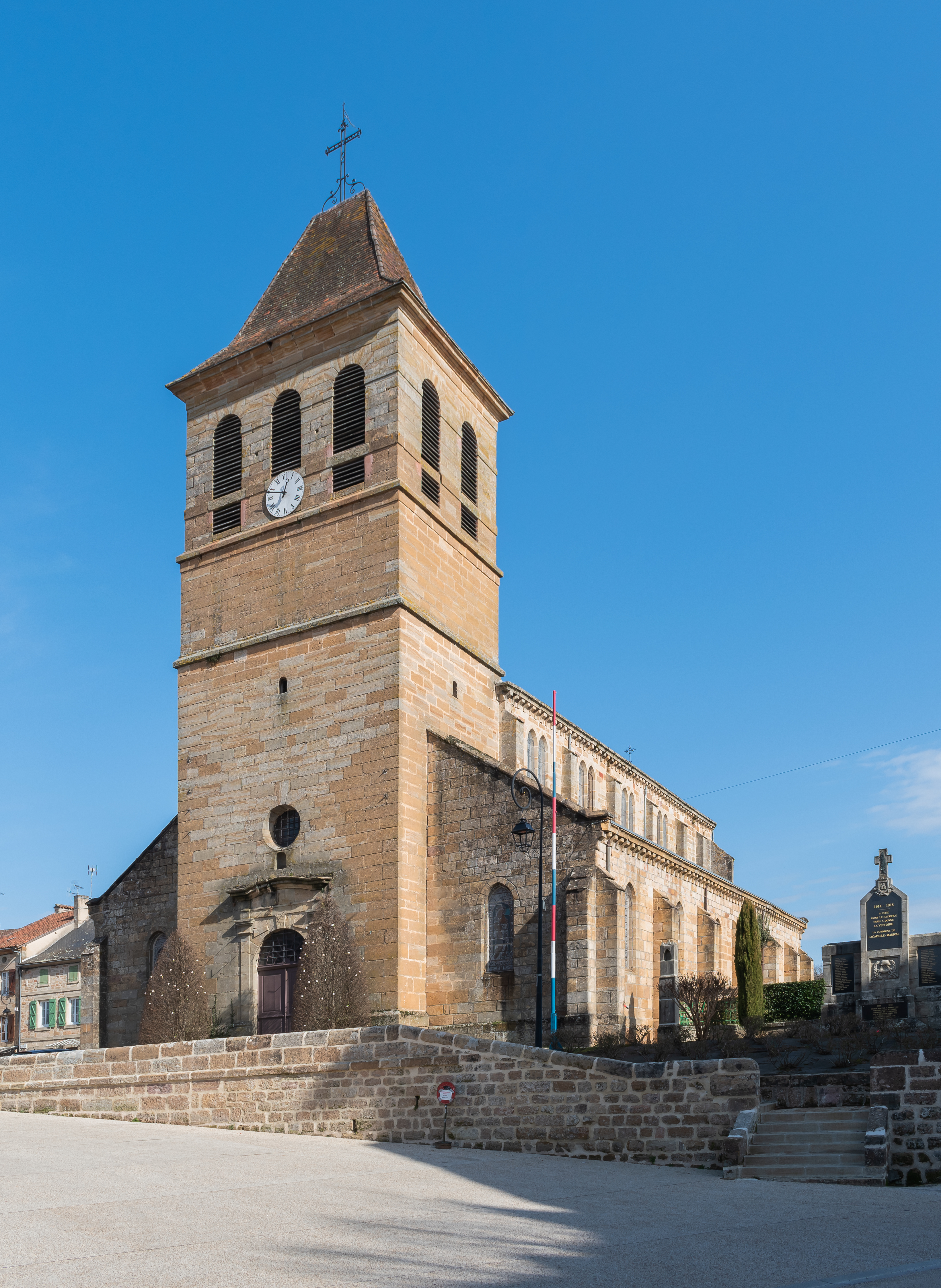
圣女升天教堂

2021年，拉卡佩勒马里瓦勒境内暂无任何文化设施。拉卡佩勒马里瓦勒境内建有市政图书馆（Bibliothèque municipale），每周一、三、六向公众开放。

### 建筑
拉卡佩勒马里瓦勒境内有多处历史建筑，其中拉卡佩勒马里瓦勒城堡为法国国家文物保护单位，镇中心的圣女升天教堂（Église de l'Assomption-de-la-Sainte-Vierge de Lacapelle-Marival）是当地的地标性建筑物。

### 旅游
拉卡佩勒马里瓦勒的旅游事务由其所属的大菲雅克市镇公共社区联合各级政府协调负责。2023年，拉卡佩勒马里瓦勒境内共有1家酒店共计12间房间；另有1个露营地，可容纳共65辆露营车。

### 媒体
法国主要的媒体均可在拉卡佩勒马里瓦勒接收，法国电视三台下属的奥克西塔尼大区频道在部分时段播出拉卡佩勒马里瓦勒所在洛特省的地方新闻。《南部追寻》是法国南部的重要地方性报刊媒体，其总部位于图卢兹，在卡奥尔设有分支，负责包括拉卡佩勒马里瓦勒在内的整个洛特省的发行；此外当地的主要地方性媒体还包括洛特传媒（Medialot）、蓝色法兰西奥克西塔尼广播等。

## 友好城市
截至2024年7月，拉卡佩勒马里瓦勒暂未与任何城市建立友好城市关系。